# 吉田春太郎
吉田 春太郎（よしだ はるたろう、1961年〈昭和36年〉2月24日 - ）は、日本の戯曲家、作曲家、音楽ライター。東京都港区南青山出身・兵庫県神戸市育ち。

## 来歴
定時制の神戸市立摩耶兵庫高等学校を経て、花園大学文学部社会福祉学科を卒業した。
10代から20代半ばにかけては世間でいう非行少年で荒れに荒れ、それ故に挫折に満ちた波乱万丈の青春時代を送っていた。高校時代は殊にそうで、幾つもの学校を中退し、そして転編入学を繰り返した。実弟が障害者であることから、福祉現場の働き手を志し、28歳で大学を卒業すると同時に社会福祉施設の生活支援員として就職。以降、異動に伴い数々の障害者施設や病院に勤務。SNSで自身の書いたエッセイを投稿したところ、繋がりを持つ俳優の水野哲の勧めで戯曲を書き、2022年朗読劇「再会～今でも胸に～」が上演される。また、その少し以前にシンガーソングライター芽亜利・Jが募集した作詞に応募したのが取り上げられ、物書きとなったきっかけという。

## 人物
無類の音楽好きで、とりわけ映画音楽とイージーリスニングに関しては相当コアな趣味を持ち、ほぼ知らないアーティストはいない程の極めようである。エンニオ・モリコーネやジョルジュ・ドルリュー、フランシス・レイなどのヨーロッパの音楽家を特に好み、さらにはヴィンス・テンペラやダニエル・パトゥキといった作曲家の作品にも明るい。
父親が転勤族で、幼少期より数多くの引っ越しをしたせいなのか、大人になってからも北海道から九州まで各地を移り住む放浪癖が身についてしまい、ひとつの土地に長くて住むことが、なかなかできないでいる。
50代の後半より脊柱管狭窄症を患ってしまったため、61歳で運転免許証を自主返納した。このことから身体を動かすような福祉施設の現場や介護職員として働き続けるのは難しいと考え退いた。このこともあり、本格的な作家生活デビューは、還暦過ぎてからだった。
大の恐妻家だが、愛妻家でもある。また動物好きで、特に猫が大好きで2匹の猫を愛している。
プロテスタントのクリスチャンである。政治的に穏健派だが、一貫してリベラルを支持している。
多大なるロマンチストでもあることから、ファンタジックでスケールの大きな臨場感に富んだ作風を得意としている。処女作である朗読劇「再会～今でも胸に～」においても、演者の水野哲や近藤奈保希、水沢有美、そして清水マリらにリハーサルの段階で絶賛された。

## 作品

### 戯曲
- 「再会～今でも胸に～」2022年

### 作詞
- 「貴女へ」2020年 - 芽亜利・J
- 「放浪癖」2021年 - 芽亜利・J